# Augustus Marker
Augustus Solberg Marker, dit Gus Marker, (né le 1er août 1907 à Wetaskiwin, province de l'Alberta au Canada - mort le 7 octobre 1997) est un joueur professionnel canadien de hockey sur glace. Il évoluait au poste d'ailier,.

## Carrière de joueur
En 1928, il a commencé sa carrière avec les Oilers de Tulsa dans l'Association de hockey amateur. En 1932-1933, il a débuté dans la Ligue nationale de hockey avec les Red Wings de Détroit. Il a remporté la Coupe Stanley en 1934-1935 avec les Maroons de Montréal. Il a également joué avec les Maple Leafs de Toronto et les Americans de Brooklyn. Il met un terme à sa carrière en 1942.

## Statistiques
| Saison     | Équipe                 | Ligue      |     | Saison régulière | Saison régulière | Saison régulière | Saison régulière | Saison régulière |    | Séries éliminatoires | Séries éliminatoires | Séries éliminatoires | Séries éliminatoires | Séries éliminatoires |
| Saison     | Équipe                 | Ligue      | PJ  | B                | A                | Pts              | Pun              | PJ               | B  | A                    | Pts                  | Pun                  |                      |                      |
| 1928-1929  | Oilers de Tulsa        | AHA        | 34  | 10               | 5                | 15               | 39               |                  |    |                      |                      |                      |                      |                      |
| 1929-1930  | Oilers de Tulsa        | AHA        | 48  | 13               | 7                | 20               | 31               |                  |    |                      |                      |                      |                      |                      |
| 1930-1931  | Oilers de Tulsa        | AHA        | 48  | 21               | 11               | 32               | 42               |                  |    |                      |                      |                      |                      |                      |
| 1931-1932  | Oilers de Tulsa        | AHA        | 43  | 11               | 7                | 18               | 22               |                  |    |                      |                      |                      |                      |                      |
| 1932-1933  | Olympics de Détroit    | LIH        | 27  | 6                | 7                | 13               | 31               |                  |    |                      |                      |                      |                      |                      |
| 1932-1933  | Red Wings de Détroit   | LNH        | 15  | 1                | 1                | 2                | 8                | --               | -- | --                   | --                   | --                   |                      |                      |
| 1933-1934  | Red Wings de Détroit   | LNH        | 7   | 1                | 0                | 1                | 2                | 3                | 0  | 0                    | 0                    | 2                    |                      |                      |
| 1933-1934  | Olympics de Détroit    | LIH        | 0   | 13               | 13               | 26               | 18               |                  |    |                      |                      |                      |                      |                      |
| 1934-1935  | Maroons de Montréal    | LNH        | 42  | 11               | 4                | 15               | 18               | 7                | 1  | 1                    | 2                    | 4                    |                      |                      |
| 1935-1936  | Maroons de Montréal    | LNH        | 47  | 7                | 12               | 19               | 10               | 3                | 1  | 0                    | 1                    | 2                    |                      |                      |
| 1936-1937  | Maroons de Montréal    | LNH        | 48  | 10               | 12               | 22               | 22               | 5                | 0  | 1                    | 1                    | 0                    |                      |                      |
| 1937-1938  | Maroons de Montréal    | LNH        | 48  | 9                | 15               | 24               | 35               | --               | -- | --                   | --                   | --                   |                      |                      |
| 1938-1939  | Maple Leafs de Toronto | LNH        | 43  | 9                | 6                | 15               | 11               | 10               | 2  | 2                    | 4                    | 0                    |                      |                      |
| 1939-1940  | Maple Leafs de Toronto | LNH        | 42  | 10               | 9                | 19               | 15               | 10               | 1  | 3                    | 4                    | 23                   |                      |                      |
| 1940-1941  | Maple Leafs de Toronto | LNH        | 27  | 4                | 5                | 9                | 10               | 7                | 0  | 0                    | 0                    | 5                    |                      |                      |
| 1941-1942  | Americans de Brooklyn  | LNH        | 17  | 2                | 5                | 7                | 2                | --               | -- | --                   | --                   | --                   |                      |                      |
| 1941-1942  | Indians de Springfield | LAH        | 16  | 10               | 6                | 16               | 6                |                  |    |                      |                      |                      |                      |                      |
| Totaux LNH | Totaux LNH             | Totaux LNH | 336 | 64               | 69               | 133              | 133              | 45               | 5  | 7                    | 12                   | 36                   |                      |                      |